# 田中隆吉
田中隆吉（日语：田中 隆吉/たなか りゅうきちTanaka ryū kichi， 1893年7月9日—1972年6月5日），日本陆军军人，最终军衔是陆军少将。
田中主导了一二八事变（1932年）和绥远战役（1936年），并直接参与了日军的众多阴谋。由于他在太平洋战争初期担任陆军部军事局局长，没有直接参与对美作战，并在东京审判中提供了对被告不利的证词。此外，他有惊人的记忆力，这些在东京审判上都得到了证明。

## 经历
- 1893年 - 出生于岛根县安木市一个商人家庭。
- 1907年 - 就读于广岛陆军地方儿童学校。
- 1910年 - 就读于陆军中央幼儿学校。
- 1913年3月－日本陆军学院炮兵部毕业（第 26 期），分配到第23野战炮兵团（冈山）。
- 1914年 - 担任陆军炮兵少尉。
- 1917年 - 陆军炮兵学校毕业。
- 1918年 - 陆军中尉，结婚，被分配到第26步兵团（朝鲜）。
- 1919年 - 进入陆军大学校就读（34 年级）。
- 1922年 - 陆军战争学院毕业。回到野战炮兵团。
- 1923年 - 陆军上尉。搬到总参谋部。
- 1924年 - 隶属于总参本部中国组。大约在这个时候，他和大川周明认识。
- 1927年7月 - 由总参谋部中国组派往北京张家口进修（执行特務機関的任務）。
- 1929年8月 - 陆军少校炮兵军官。调入总参部中国司编排组。
- 1930年10月 - 作为驻上海公使馆武官移居上海。认识川岛芳子并与之成为男女朋友，由此开始将川岛拉入间谍之路。
- 1932年
  - 一月-第一次上海事变。田中后来作证说，他在上海策划了袭击一名日本僧侣的阴谋。
  - 8 月，被任命为野战炮兵第 4 团团长。
- 1934年 3 月 - 担任陆军中校，加入野战重炮第一团（市川、下村贞任团长）。
- 1935年3月 - 担任满洲里关东军参谋部二科（情报科）科长、军区志组组长（分管蒙古工作）。
- 1936年8月～兼任德贺特别厅总工程师（～ 1937年1月）。作为对苏战略的一部分，从事对内蒙古工作，与德王合作发动了绥远战役。
- 1937年8月 - 担任陆军上校，成为第19师（朝鲜）山地炮兵第25团团长。
- 1938年8月 - 参加哈桑湖战役。
- 1939年1月 - 被任命为陆军部军务局军务处处长。
- 1940年
  - 3月 - 晋升少将，任第一集团军（中国）参谋长从事针对闫锡山工作。
  - 12月 - 陆军部军事司司长。
- 1941 年（昭和 16 年）
  - 六月 - 兼任陆军中野学校校长。
  - 10月，被免去兼任。
- 1942年
  - 9月 - 调任东部军司令部。
  - 11 月至 12 月 - 因早老性抑郁症入住国府台陆军医院（后来的国家全球健康和医学中心的国府台医院）。
- 1943年 3月 - 加入预备役。
- 1945年 3月- 被召集并任命为罗先要塞的司令官，但通过阿南惟几工作并因再次出现神经衰弱而取消。战争结束后，他试图在宇垣一成的领导下建立一个新的政党，但因宇垣公职被开除而失败。
- 1946 年
  - 1月 - 发表了《战败原因》，揭露了军队内部的一些情况。结果，他参与了东京审判。
  - 7月5日 - 在东京审判出庭。
- 1948年11月 - 审判结束。
- 1949年 - 在战争期间居住的山中湖退休。
  - 9 月 15 日 - 用匕首自杀未遂。
- 1972年 6月5日- 死于直肠癌，享年78岁。

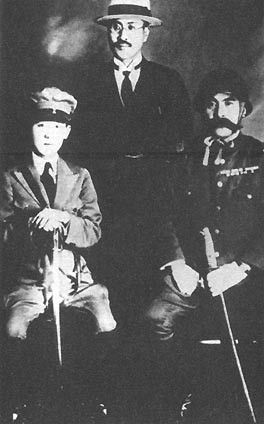
左起，川岛芳子、川岛浪速、田中隆吉。摄于 1933 年。

## 与川岛芳子的关系
1930年10月，田中被任命为陆军中校和驻上海大使馆武官。在那里，他遇到了川岛佳子，并很快与之成为了男女朋友。然后，田中利用川岛的语言能力和清晰的头脑和行动，将她卷入了间谍工作。
第一次上海事变始于1932年 1 月（昭和 7 年）。战后，田中将这一事件描述为关东军的阴谋，在证词中声称在袭击日本僧侣后，川岛利用关东军提供的2万日元军费煽动中国人，袭击日本僧侣。
之后，川岛芳子被迫监视国民革命军的间谍活动，但当川岛的名字在小说《男装丽人》中出名后，两人的关系变得冷淡，经常发生争执。此后，田中和川岛分开了，但田中继续给川岛写情书。
但是，川岛与上海事变的关系，并没有在除了田中的回忆之外的记录中看到，多田中和川岛之间的关系以及川岛参与情报活动的真实性无法确定。事实上，有证据表明，川岛已经厌倦了固执己见的田中。